# 小川翔太
小川翔太（日语：／ Ogawa Shōta，1998年11月29日—），日本男子摔跤运动员。他曾代表日本参加哈萨克斯坦努尔-苏丹举行的2019年世界摔跤锦标赛，获得男子古典式55公斤级铜牌。